# Verbeia
Verbeia ist eine weibliche keltische Gottheit, die mit dem Fluss Wharfe in Yorkshire in Verbindung gebracht wird. 

## Mythologie
Verbeia war möglicherweise eine Flussgöttin und  vielleicht auch eine Lokalgottheit des Stammes der Lingonen, der Caesar unterstützte und dessen Mitglieder später in der römischen Festung bei Ilkley im Westen Yorkshires stationiert waren. Birkhan und Cunliffe sehen in ihr auch eine Heilgottheit.
Ein Altar, der eine stehende weibliche Gestalt mit einer Toga bekleidet und je einer Schlange in den Händen zeigt, mit der Inschrift VERBEIAE SACRVM CLODIVS FRONTO PRAEF COH II LINGON wurde in Ilkley gefunden. Die Inschrift ist der einzige Hinweis für die Existenz von Verbeia und bedeutet deutsch: „Clodius Fronto, Präfekt der Cohors II Lingonum, [weihte] der heiligen Verbeia [diesen Altar] “. Ein auch aus Ilkley stammendes Relief, das ebenfalls eine Figur mit Schlangen zeigt, kann Verbeia nicht mit Sicherheit zugerechnet werden, da dieses Bildnis nicht von einer Inschrift begleitet ist.